# Edin Atić
Edin Atić (Bugojno, 19 gennaio 1997) è un cestista bosniaco.

## Carriera
Con la Bosnia ed Erzegovina ha disputato i Campionati europei del 2022.

## Palmarès
- Campionato montenegrino: 2

Budućnost: 2021-22, 2022-23
- Coppa di Grecia: 1

AEK Atene: 2017-18
- Coppa di Bosnia ed Erzegovina: 1

Igokea: 2021
- Coppa del Montenegro: 2

Budućnost: 2022, 2023
- Basketball Champions League: 1

AEK Atene: 2017-18